# Jurij Pančenko
Jurij Petrovič Pančenko (in russo Юрий Петрович Панченко?; Kiev, 5 febbraio 1959) è un allenatore di pallavolo ed ex pallavolista sovietico, dal 1991 russo.
Giocava nel ruolo di schiacciatore. Fu il primo militare dell'URSS a ottenere il visto per giocare all'estero da professionista.

## Carriera

### Giocatore
Cresciuto nelle giovanili della Lokomotiv Kiev, squadra della sua città natale, a vent'anni Pančenko passò nelle file del più importante club di Mosca, il CSKA, con cui vincerà 7 campionati sovietici, 3 coppe dell'Unione Sovietica e 6 Coppe dei campioni.
Nel 1989, Pančenko diviene il primo militare dell'URSS a ottenere il visto per giocare all'estero da professionista, e più precisamente in Italia; qui giocherà in A1 con la Conad Ravenna per una stagione e in A2 con la Moka Rica Forlì per quattro stagioni.
In nazionale vince un olimpiade, un campionato mondiale, cinque campionati europei e una Coppa del Mondo. Vince inoltre i Giochi dell'Amicizia nel 1984 e i Goodwill Games nel 1986.
Alla fine della stagione 1993-94, all'età di 34 anni, Pančenko si ritirò dalla carriera agonistica da giocatore.

### Allenatore
Dopo il suo ritiro intraprende la carriera di allenatore in Italia, al Valdagno Volley in Serie A2. La stagione successiva fa da vice a Daniele Ricci nella Lube Macerata. La stagione seguente allena la Copra Piacenza prima di ritornare a fare il vice a Daniele Ricci alla Tonno Callipo Vibo Valentia fino al 13 dicembre 2005.
Ritorna in Russia nel 2006 per allenare la neonata Dinamo-Jantar per una stagione. Le stagioni successive torna nel ruolo di vice nel Lokomotiv-Belogor'e e nella nazionale russa.
Dal 2011 diventerà il primo allenatore del Kuzbass per una stagione. La seguente allena il Fakel femminile fino al fallimento della società. Nel 2014 allena il Fakel maschile per una stagione. Nel 2015 allena la Dinamo Mosca per due stagioni, con cui vince due campionati russi.

## Palmarès

### Giocatore

#### Club
- Campionato sovietico: 7

1981-1982, 1982-1983, 1984-1985, 1985-1986, 1986-1987, 1987-1988, 1988-1989
- Coppa dell'Unione Sovietica: 3

1982, 1984, 1985
- Coppa dei Campioni: 6

1981-82, 1982-83, 1985-86, 1986-87, 1987-88, 1988-89
- Supercoppa europea: 2

1987, 1988

#### Nazionale (competizioni minori)
- Spartachiadi dei Popoli dell'Unione Sovietica 1983
- Giochi dell'Amicizia 1984
- Goodwill Games 1986

#### Premi individuali
- 1979 - Campionato sovietico: Incluso tra i 24 migliori pallavolisti dell'URSS
- 1980 - Campionato sovietico: Incluso tra i 24 migliori pallavolisti dell'URSS
- 1981 - Campionato sovietico: Incluso tra i 24 migliori pallavolisti dell'URSS
- 1982 - Campionato sovietico: Incluso tra i 24 migliori pallavolisti dell'URSS

### Allenatore
- Campionato russo: 2

2015-16, 2016-17